# Мартин Демикелис
Мартин Гасто̀н Демикелис (първите две имена на испански, третото на италиански: Martín Gastón Demichelis) е бивш аржентински футболист, играл в аржентинския национален отбор.

## Кариера

### Малага
От началото на 2011 г. е отдаден под наем до края на сезона на испанския Малага, като след това клуба от Примера дивисион може да се възползва от опция за закупуване на играча срещу 3 милиона евро. 

## Успехи
Ривър Плейт
- Шампион на Аржентина (2): 2002, 2003

 Байерн Мюнхен
- Шампион на Германия (4): 2004 – 05, 2005 – 06, 2007 – 08, 2009 – 10
- Купа на Германия (4): 2005, 2006, 2008, 2010
- Суперкупа на Германия (3): 2004, 2007, 2010